# Pierre Denaut
Pierre Denaut, né le 20 juillet 1743 à Montréal et décédé le 11 janvier 1806 à Longueuil, est un ecclésiastique canadien. Il est évêque de Québec de 1797 à 1806.

## Biographie
Né à Montréal au Canada le 20 juillet 1743, il fut ordonné prêtre à Saint-Pierre, île d'Orléans près de Québec, le 25 janvier 1767, par Jean-Olivier Briand. Il fut élu coadjuteur de Jean-François Hubert le 23 mai 1794.
Le pape Pie VI confirma cette élection, et le nomma évêque d'Oanathe en Palestine, et coadjuteur de Québec, par une bulle datée du 30 septembre 1794. Il fut consacré à Montréal, sous ce titre, le 29 juin 1795. Hubert s'étant démis de l'évêché de Québec le 1er septembre 1797, il lui succéda, et prit possession du siège épiscopal de Québec le 4 du même mois.
Il mourut à Longueuil le 11 janvier 1806, âgé de 62 ans et 6 mois, et fut inhumé dans le chœur de l'église de cette paroisse, dont il était curé depuis 11 ans. En 1886, les cendres de Pierre Denaut furent déposées dans la nouvelle église de Longueuil.

## Sources
- Répertoire général du clergé canadien, par ordre chronologique depuis la fondation de la colonie jusqu'à nos jours, par Cyprien Tanguay, Montréal, Eusèbe Senécal & fils, imprimeurs-éditeurs, 1893.